# San Pedro de Alcántara

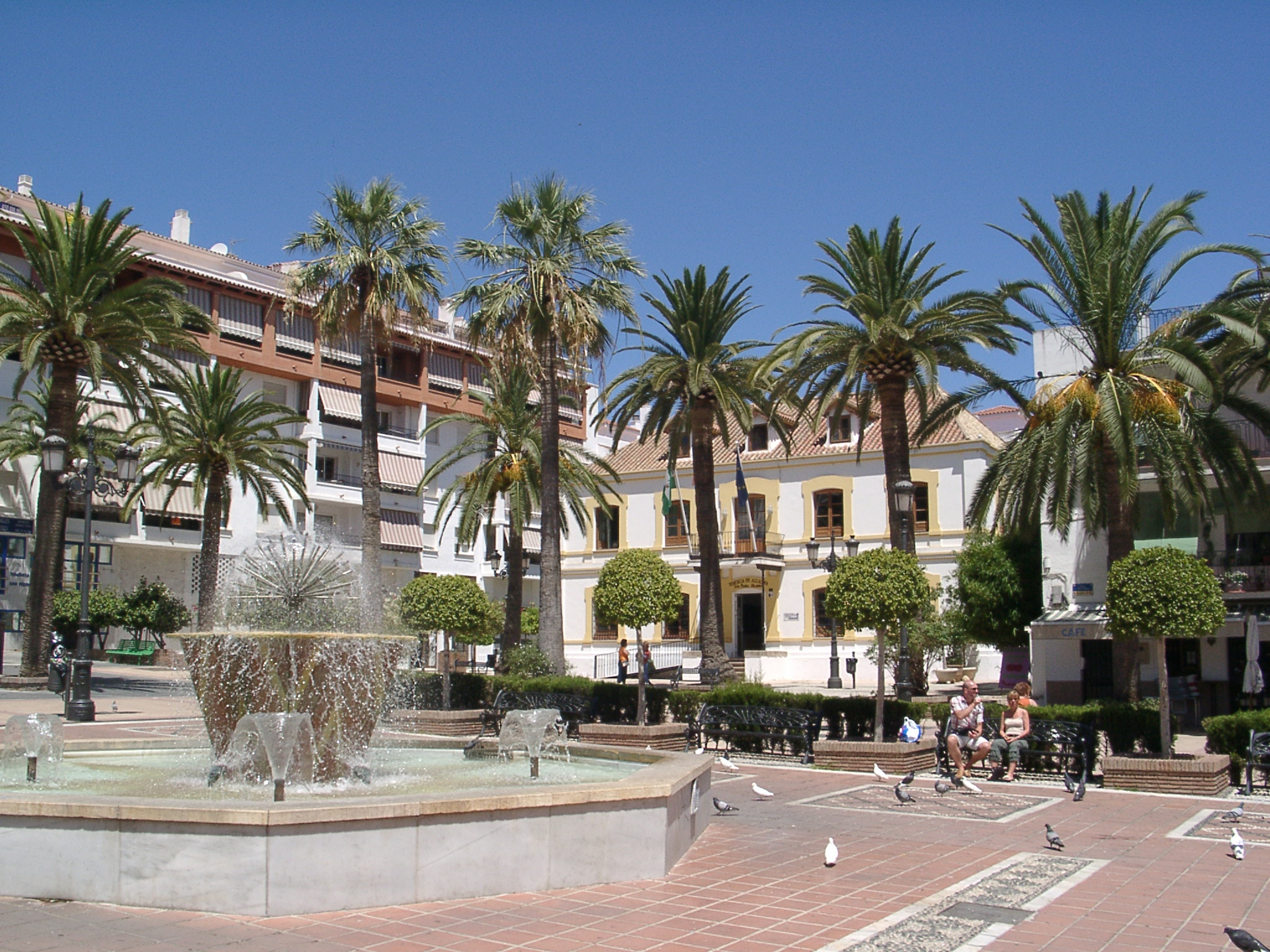
Torget Plaza de San Pedro

San Pedro de Alcántara (San Pedro i dagligt tal) är en ort i södra Spanien, på Costa del Sol i Andalusien, uppkallad efter helgonet Pedro de Alcántara. 34 922 invånare (2013). San Pedro ligger i provinsen Málaga, 10 km väster om Marbella, mellan Puerto Banus och Estepona. Orten ingår Marbella kommun.
Till skillnad från Marbella är San Pedro ingen utpräglad turistort. Den var under många år den värsta trafikproppen utmed hela Costa del Sol.[källa behövs] Detta berodde på att kustvägen A7 / AP7 (med 4 ljusreglerade korsningar) gick rakt genom tätorten. Detta blev åtgärdat genom invigningen den 26 juni 2012 av en 1 km lång tunnel. Tunneln beräknas användas av i genomsnitt 65.000 fordon om dagen.[källa behövs]